# Schottarum
Schottarum, biljni rod iz porodice kozlačevki dio tribusa Schismatoglottideae, potporodica Aroideae.
Postoje tri priznate vrste, trajnice, ili rizomatozni greofiti, sve su endemi s Bornea.

## Vrste
1. Schottarum inconspicuum S.Y.Wong & P.C.Boyce
2. Schottarum josefii (A.Hay) P.C.Boyce, S.Y.Wong & S.L.Low
3. Schottarum sarikeense (Bogner & M.Hotta) P.C.Boyce & S.Y.Wong

## Vanjske poveznice
|  | Wikivrste imaju podatke o taksonu Schottarum |